# Camponotus tricoloratus
Camponotus tricoloratus är en myrart som beskrevs av Clark 1941. Camponotus tricoloratus ingår i släktet hästmyror, och familjen myror. Inga underarter finns listade.